# Tony Hawk's Underground 2
Tony Hawk's Underground 2 is het zesde spel uit de Tony Hawk-spellenserie.

## Nieuw
- Natas Spin, draaien met je skateboard op paaltjes, vuilnisbakken en andere obstakels.
- Tagging, het plaatsen van graffiti-tags.
- Freerun, tijdens het lopen salto's en andere manoeuvres doen.
- Destruction Bonus, een klein aantal punten voor het vernielen van dingen.
- Objecten gooien, het oppakken en weggooien (bijvoorbeeld naar mensen) van objecten, zoals appels, tomaten en spuitbussen.
- Sticker slap, vervanging van wallplant uit eerdere delen. Het komt op hetzelfde neer, afzetten tegen de muur en de andere kant op rijden, alleen nu met het achterlaten van een sticker.
- Focus Mode, een mogelijkheid de tijd te vertragen om tricks te perfectioneren en zo onmogelijke combo's te voltooien.
- Salto's, tijdens een air verticaal (of zijwaarts) om eigen as draaien.

## Personages
- Tony Hawk

Hij komt in de wedstrijd tussen hem en Bam Margera over als de goede van de twee. Zijn team bestaat uit de meest 'normale' skateboarders die geen gekke fratsen uithalen.
- Bam Margera

Hij komt in de wedstrijd tussen hem en Tony Hawk over als de mafkees. Er zijn in-game fragmenten van hem waar hij zijn vader slaat, net als in Jackass en Viva La Bam.
- Eric Sparrow

In Tony Hawk's Underground is hij de rivaal van het personage van de speler en nu is hij terug om je het leven zuur te maken. Hij behoort tot Bams team, tot na het level Barcelona. Daarna wordt hij gewisseld met het personage van de speler, wat na Berlijn weer ongedaan gemaakt wordt. Na het Australië-leven wordt hij uit het team gegooid, nadat een hij wedstrijdje tegen het personage van de speler verliest (wie Nigel Beaverhausen het beste kan terugpakken voor het verspreiden van video's over de 'World Destruction Tour' zonder toestemming van de skaters). Aan het eind van het spel wordt in een nieuwsflits dat hij goed hersteld na plastische chirurgie.
- Nigel Beaverhausen

Hij is de irritante mediafreak die constant opduikt om verslag van de wedstrijd te doen op internationale televisie. In New Orleans betaalt hij de schade gemaakt door de skaters om daarvoor in ruil het videomateriaal te krijgen van Skatopia, omdat hij daar niet binnen kan komen maar hij krijgt op het einde een tape met Phil op de wc.

### Pro Skaters
De volgende professionele skateboarders kwamen voor in het spel:
- Tony Hawk
- Bam Margera
- Bob Burnquist
- Chad Muska
- Eric Koston
- Mike Vallely
- Natas Kaupas
- Rodney Mullen
- Ryan Sheckler
- Jason "Wee-man" Acuña

## Tracks
- 25 Ta Life – "Over the Years"
- 3 Inches of Blood – "Deadly Sinners"
- Aesop Rock – "No Jumper Cables"
- Atmosphere – "Trying to Find a Balance"
- Audio Two – "Top Billin'"
- Brand Nubian – "Punks Jump Up to Get Beat Down"
- Camaros – "Cheesecake"
- The Casualties – "Unknown Soldier"
- Cut Chemist – "Drums of Fire"
- The D.O.C. – "Whirlwind Pyramid"
- Das Oath – "Awesome Rape"
- The Dead Boys – "Sonic Reducer"
- Dead End Road – "Sin City"
- The Distillers – "Beat Your Heart Out"
- Disturbed – "Liberate"
- Diverse – "Certified"
- The Doors – "Break On Through (To the Other Side)"
- The Explosion – "Here I Am"
- Faith No More – "Midlife Crisis"
- Fear – "I Love Livin' in the City"
- Frank Sinatra – "That's Life"
- The Germs – "Lexicon Devil"
- Grand Puba – "I Like It"
- Handsome Boy Modeling School – "Holy Calamity"
- The Hiss – "Back on the Radio"
- Jimmy Eat World – "Pain"
- Johnny Cash – "Ring of Fire"
- Joy Division – "Warsaw"
- Lamb of God – "Black Label"
- Less Than Jake – "That's Why They Call It a Union"
- Libretto – "Volume"
- The Living End – "End of the World"
- Living Legends ft. Atmosphere's MC Slug – "Night Prowler"
- Melbeatz ft. Kool Savas – "Grind On"
- Melvins – "Sweet Willy Rollbar"
- Metallica – "Whiplash"
- Mike V & the Rats – "Never Give Up"
- Ministry – "No"
- Nebula – "So It Goes"
- Operatic – "Interested in Madness"
- Pete Rock & CL Smooth – "Soul Brother #1"
- Ramones – "Rock 'N Roll High School"
- Rancid – "Fall Back Down"
- Red Hot Chili Peppers – "The Power of Equality"
- Steel Pulse – "Born Fe Rebel"
- The Stooges – "1970"
- The Sugarhill Gang – "Rapper's Delight"
- The Suicide Machines – "High Anxiety"
- Ultramagnetic MC's – "Ego Trippin' "
- Violent Femmes – "Add It Up"
- Ween – "It's Gonna Be a Long Night"
- X – "Los Angeles"
- Zeke – "Long Train Runnin' "

## Trivia
- Met hulp van de EyeToy kan je je eigen gezicht importeren in het spel om je eigen skater zo realistisch mogelijk te maken.